# Кац, Майкл
Майкл Б. Кац (Michael B. Katz; 13 апреля 1939, Уилмингтон, Делавэр — 23 августа 2014, Филадельфия, Пенсильвания) — американский историк и обществовед.
Доктор (Ed.D., 1966), профессор Пенсильванского университета, где преподавал более 35 лет, член Американского философского общества (2013).
Родился единственным ребёнком в семье.
Получил образование в Гарварде (бакалавр, 1961; магистр социальных наук, 1962; докторская степень Ed.D. по истории, 1966). С 1974 по 1978 год преподавал историю в Торонтском университете, затем с того же 1978 года фул-профессор Пенсильванского университета, с 2001 года именной профессор, в 1991—1995 и 2011—2012 годах возглавлял кафедру истории. Также преподавал историю в Йоркском университете.
Фелло National Academy of Education и др. Гуггенхаймовский стипендиат (1977).
Умер от рака.
Остались жена и дочь, а также двое детей от предыдущего брака, семь внуков, правнук.
Автор более десятка книг.